# Liste der Bodendenkmäler in Kirchhaslach
Auf dieser Seite sind die Bodendenkmäler in der schwäbischen Gemeinde Kirchhaslach zusammengestellt. Diese Tabelle ist eine Teilliste der Liste der Bodendenkmäler in Bayern. Grundlage ist die Bayerische Denkmalliste, die auf Basis des Bayerischen Denkmalschutzgesetzes vom 1. Oktober 1973 erstmals erstellt wurde und seither durch das Bayerische Landesamt für Denkmalpflege geführt wird. Die folgenden Angaben ersetzen nicht die rechtsverbindliche Auskunft der Denkmalschutzbehörde.

## Bodendenkmäler in Kirchhaslach
| Lage                      | Objekt | Akten-Nr.     | Bild           |
| ------------------------- | --- | ------------- | -------------- |
| (Standort)                | Viereckschanze der jüngeren Latènezeit. | D-7-7827-0002 |                |
| (Standort)                | Burgstall des Mittelalters. | D-7-7827-0008 |                |
| (Standort)                | Burgstall des Mittelalters. | D-7-7827-0009 |                |
| Rathausplatz 2 (Standort) | Mittelalterliche und frühneuzeitliche Befunde im Bereich der katholischen Pfarr- und Wallfahrtskirche zu Unserer Lieben Frau in Kirchhaslach. | D-7-7827-0068 | weitere Bilder |
| (Standort)                | Siedlung des Mittelalters. | D-7-7827-0083 |                |
| (Standort)                | Burgstall des Mittelalters. | D-7-7828-0048 |                |
| Korber Weg 2 (Standort)   | Mittelalterliche und frühneuzeitliche Befunde im Bereich der katholischen Kapelle St. Peter in Hörlis.                                        | D-7-7828-0074 | weitere Bilder |